# Thalera
Thalera là một chi bướm đêm thuộc họ Geometridae.

## Các loài
Bao gồm các loài:
- Thalera fimbrialis – Scopoli, 1763